# Pseudagrion trigonale
Pseudagrion trigonale – gatunek ważki z rodziny łątkowatych (Coenagrionidae).